# Luigi Serventi
Luigi Serventi né à Rome le 31 juillet 1885 et mort dans la même ville le 18 août 1976, est un acteur italien principalement du cinéma muet. Il réalisa également deux films.

## Biographie
Issu d'une famille bourgeoise romaine, il aborde le théâtre en 1911 et rejoint la troupe de Vittoria Lepanto, puis celle d'Ermete Novelli et d'Ettore Berti.
Il quitte le théâtre en 1913 pour se consacrer au cinéma, travaillant d'abord comme figurant pour Latium Film. Il a ensuite travaillé dans d'autres sociétés cinématographiques, notamment Pasquali Film, Cines, Milano Films, Itala Film et Tespi Film.
En jouant dans des films à succès tels que Il vetturale del Moncenisio (1916), Il re, le torri, gli alfieri (1917), Il padrone delle ferriere (1919) et Il romanzo di un giovane povero (1920), Serventi s'est imposé comme l'une des principales stars masculines du cinéma italien de la période muette . Spécialisé principalement dans les rôles romantiques, il a joué dans de nombreux films aux côtés de certaines divas féminines, dont les plus célèbres de l'époque telles que Bianca Virginia Camagni, Leda Gys, Hesperia et Pina Menichelli .
En 1923, Serventi émigra en Allemagne, où il connut le même succès public que dans son pays natal, et apparut dans de nombreux films. Il était également acteur en Tchécoslovaquie et en Autriche. Cependant, pendant cette période, Serventi fut appelé à jouer dans quelques films en Italie tels que Voglio tradire mio marito (1925), Il gigante delle Dolomiti (1927) et Il cantastorie di Venezia (1929).
Dans le cinéma sonore, la carrière de Serventi a du mal à se poursuivre, et sa dernière véritable performance a lieu en 1931 dans Les Monts en flammes. La même année, l'acteur s'installe à Kitzbühel, ville autrichienne où il vit de nombreuses années avant de revenir en Italie à un âge très avancé pour y finir sa vie.

## Filmographie partielle

### Comme acteur
- 1913 : Le Prix du pardon (Il prezzo del perdono) de Alberto Carlo Lolli
- 1917 : La crociata degli innocenti de Alessandro Blasetti, Gino Rossetti et Alberto Traversa
- 1921 : La storia di una cigaretta de Mario Volpe
- 1923 : La Princesse errante (Muz bez srdce) de Josef Hornák et Franz W. Koebner
- 1924 : La Femme en homme (La moglie bella) de Augusto Genina
- 1926 : Dans la cage aux lions (Maciste nella gabbia dei leoni) de Guido Brignone
- 1927 : Vite, embrassez-moi ! (Presto, abbracciatemi!) de Guido Brignone
- 1928 : Le Président (Der Präsident) de Gennaro Righelli
- 1928 : Leontines Ehemänner de Robert Wiene
- 1929 : Séduction (Erotikon) de Gustav Machatý : Jean
- 1929 : Les Roses de Gilmore (Die weißen Rosen von Ravensberg) de Rudolf Meinert
- 1931 : Les Monts en flammes de Luis Trenker

### Comme réalisateur
- 1917 : Le mogli e le arance
- 1921 : La Suprême Beauté (Suprema bellezza)